# Allophylus jamaicensis
Allophylus jamaicensis är en kinesträdsväxtart som beskrevs av Ludwig Radlkofer. Allophylus jamaicensis ingår i släktet Allophylus och familjen kinesträdsväxter. Inga underarter finns listade i Catalogue of Life.